# John Gallagher mladší
John Howard Gallagher mladší (* 17. června 1984 Delaware, Spojené státy americké) je americký herec, zpěvák, skladatel a muzikant.
Jeho nejslavnější divadelní rolí je Moritz Stifel v muzikálu Probuzení jara (Spring Awakening) v původním obsazení na Broadwayi. Dále se objevil v hlavní roli Johnnyho aka „Jesus of Suburbia“ v muzikálu podle písniček Green Day s názvem American Idiot a ztvárnil Leeho v muzikálu Jerusalem. Z televizních obrazovek je známý ze svých rolí v seriálech Newsroom a Olive Kitteridgeová.

## Životopis
Narodil se a vyrůstal ve Wilmingtonu v Delaware s dvěma staršími sestrami. Jeho rodiče John a June byli muzikanti a příležitostně hrál na kytaru pro mnoho kapel.
Před a během muzikálu Probuzení jara působil v kapele Old Springs Pike. Dne 23. ledna 2008 byl oficiálně oznámen jeho odchod a o den později to ještě potvrdil na Myspace. Kapela později změnila jméno na The Spring Standards.
Jako dítě hrál Toma Sawyera v dětském divadle v Delaware.

## Kariéra

### Divadlo
Objevil se ve třech hrách Davida Lindsaye-Abaira. Vytvořil roli Jeffa ve hře Kimberly Akimbo, objevil se v britské produkci hry Fuddy Meers a přijal ohlas u kritiků za jeho roli v Rabbit Hole. Hra Rabbit Hole byla jeho debut na Broadwayi. Také se objevil v Manhattanském divadelním klubu v Current Events.

#### Probuzení jara
Vytvořil roli Moritze Stiefla v muzikálu Probuzení jara, který měl premiéru na Broadwayi 10. prosince 2006 a za tuto roli získal v roce 2007 cenu Tony pro nejlepšího muzikálového herce ve vedlejší roli. Moritze také hrál mimo Broadway a na workshopech v Lincoln Center. 16. prosince 2007 opustil Probuzení jara a o dva dny později byl nahrazen Blakem Bashoffem.

#### American Idiot
Podílel se na American Idiot, muzikálu založeném na albu Green Day stejného jména. Muzikál měl světovou premiéru 4. září 2009 v divadle v Berkeley. Muzikál skončil 15. listopadu 2009 a začaly přípravy pro jeho uvedení na Broadwayi- v divadle St James. Muzikál měl na Broadwayi oficiální premiéru 20. dubna 2010. Muzikál byl nominován na tři ceny Tony a získal dvě. Gallagher hrál hlavní roli Johnnyho, známého jako Jesus of Suburbia. 10. února 2011 bylo oznámeno, že John 27. února 2011 muzikál opustí a v roli ho nahradil Van Hughes . Muzikál měl derniéru v dubnu 2011.

#### Jerusalem
Dne 17. února 2011 bylo oznámeno, že John bude hrát v broadwayském muzikálu Jerusalem . Muzikál měl premiéru 21. dubna 2011 v divadle Music Box. Hrál hlavní roli Leeho, dokud muzikál neopustil (17. července 2011).

### Film a televize
Objevil se v několika televizních pořadech včetně seriálů Západní křídlo, Zákon a pořádek: Zločinné úmysly, Policie New York, Ed, Love Monkey - Hoch se zlatým uchem a Autokino Plameňák. Mezi filmy, ve kterých se objevil, patří Večeře s April, Užívej si, co to jde od Woodyho Allena, Jonah Hex a Margaret.
Jeho velká příležitost přišla v seriálu z produkce HBO, Newsroom, ve kterém ztvárnil roli Jima, mladíka zamilovaného do Maggie, kterou hraje Alison Pill.

## Filmografie
| Filmy         | Filmy                                     | Filmy                    | Filmy                                           |
| Rok           | Název                                     | Role                     | Poznámky                                        |
| ------------- | ----------------------------------------- | ------------------------ | ----------------------------------------------- |
| 2003          | Večeře s April                            | Timmy Burns              |                                                 |
| 2006          | Mr. Gibb                                  | Brett Mullen             |                                                 |
| 2009          | Užívej si, co to jde                      | Perry                    |                                                 |
| 2010          | Jonah Hex                                 | poručík Evan             |                                                 |
| 2011          | Margaret                                  | Darren                   |                                                 |
| 2013          | Dočasný domov                             | Mason                    |                                                 |
| 2013          | Broadway Idiot                            | on sám                   | dokument                                        |
| 2014          | The Heart Machine                         | Cody                     |                                                 |
| 2016          | Ulice Cloverfield 10                      | Emmett DeWitt            |                                                 |
| 2016          | Hush                                      | Muž                      |                                                 |
| 2017          | Experiment Belko                          | Mike Milch               |                                                 |
| 2018          | Převýchova Cameron Postové                | Reverend Rick            |                                                 |
| 2018          | Sadie                                     | Cyrus                    |                                                 |
| 2018          | Peppermint: Anděl pomsty                  | detektiv Stan Carmichael |                                                 |
| 2019          | The Best of Enemies                       | Lee Trombley             |                                                 |
| 2019          | American Woman                            | Juan                     |                                                 |
| 2020          | Pod vodou                                 | Liam Smith               |                                                 |
| 2020          | Come Play                                 | Marty                    |                                                 |
| 2022          | Spring Awakening: Those You've Known      | on sám                   |                                                 |
| 2022          | The Cow                                   | Max                      |                                                 |
| bude oznámeno | ISS                                       | Christian                |                                                 |
| Televize      |                                           |                          |                                                 |
| Rok           | Název                                     | Role                     | Poznámky                                        |
| 2001          | Autokino Plameňák                         | Gary                     | TV film                                         |
| 2002          | Právo a pořádek                           | Terrence Holt            | díl: „Girl Most Likely“                         |
| 2002          | Západní křídlo                            | Tyler                    | díl: „20 Hours in America“                      |
| 2003          | Ed                                        | Eric                     | díl: „The Decision“                             |
| 2003          | Policie New York                          | Ray Spier                | 2 epizody (11x5, 11x6)                          |
| 2004          | Zákon a pořádek: Zločinné úmysly          | Gary                     | díl: „Svědomí“                                  |
| 2006          | Love Monkey - Hoch se zlatým uchem        | Paul                     | 2 díly                                          |
| 2009          | Zákon a pořádek: Útvar pro zvláštní oběti | Jeff Lynwood             | díl: „Lead“                                     |
| 2012-2014     | Newsroom                                  | Jim                      | hlavní role, 25 dílů                            |
| 2014          | Olive Kitteridgeová                       | Christopher Kitteridge   | minisérie HBO; 3 díly                           |
| 2018          | Zelený servis                             | Zach                     | díl: „Steve“                                    |
| 2019          | Modern Love                               | Rob                      | díl: „At the Hospital, an Interlude of Clarity“ |
| 2019          | Easy                                      | Lucas                    | díl: „Ano“                                      |
| 2020          | Love Life                                 | Luke Darcharme           | díl: „Mangus Lund Part II“                      |
| 2020          | Westworld                                 | Liam Dempsey Jr.         | vedlejší role                                   |